# Rufus K. Goodenow
Rufus King Goodenow (* 24. April 1790 in Henniker, Merrimack County, New Hampshire; † 24. März 1863 in Paris, Maine) war ein US-amerikanischer Politiker. Zwischen 1849 und 1851 vertrat er den Bundesstaat Maine im US-Repräsentantenhaus.

## Werdegang
Rufus Goodenow war der ältere Bruder von Robert Goodenow (1800–1874), der zwischen 1851 und 1853 ebenfalls den Staat Maine im Kongress vertrat, und von Daniel Goodenow (1793–1863) dem späteren Maine Attorney General. Im Jahr 1802 zog Rufus Goodenow mit seinen Eltern nach Brownfield in Maine. Dort genoss er eine eher bescheidene Schulausbildung. Anschließend arbeitete er in der Landwirtschaft und als Matrose. Während des Britisch-Amerikanischen Krieges von 1812 war Goodenow Hauptmann einer Infanterieeinheit der US-Armee. Im Jahr 1821 zog er nach Paris (Maine); zwischen 1821 und 1837 war er Gerichtsdiener im Oxford County. Später studierte er selbst Jura und arbeitete nach seiner Zulassung als Rechtsanwalt auch in diesem Beruf.
Politisch war Goodenow Mitglied der Whig Party. In den Jahren 1837 und 1838 saß er als Abgeordneter im Repräsentantenhaus von Maine. 1839 war er Delegierter zur Whig National Convention in Harrisburg, auf der William H. Harrison als Präsidentschaftskandidat nominiert wurde. 1848 wurde Goodenow dann im vierten Wahlbezirk von Maine in das US-Repräsentantenhaus in Washington, D.C. gewählt. Dort trat er am 4. März 1849 die Nachfolge von Franklin Clark von der Demokratischen Partei an. Bis zum 3. März 1851 absolvierte er eine Legislaturperiode im Kongress. Dort, wie in der ganzen amerikanischen Nation, wurde damals heftig über die Sklaverei diskutiert. Dabei ging es auch um die Aufnahme neuer Staaten und die Frage, ob dort die Sklaverei erlaubt oder verboten sein sollte. In diesem Zusammenhang wurde der Kompromiss von 1850 ausgehandelt, den US-Senator Henry Clay ausgearbeitet hatte.
Nach dem Ende seiner Zeit im Repräsentantenhaus hat Rufus Goodenow kein weiteres höheres politisches Amt mehr ausgeübt. Er widmete sich wieder seinen privaten Angelegenheiten und verstarb am 24. März 1863 in Paris (Maine).